# إيوان سانتو
إيوان سانتو هو مبارز بالسيف روماني، ولد في 12 مارس 1940.

## وصلات خارجية
- إيوان سانتو على موقع أوليمبيديا (الإنجليزية)